# Appuntamento con Mina
Appuntamento con Mina è una raccolta della cantante italiana Mina, pubblicata nel 1968 dalla PDU con distribuzione RCA Italiana.

## Descrizione
I brani sono stati originariamente incisi tra il 1967 e il 1968 e provengono verosimilmente dagli album Dedicato a mio padre (1967) e Canzonissima '68. Ciò colloca la pubblicazione della raccolta tra dicembre 1968 e gennaio 1969. In alternativa, considerando tutte le canzoni del 1968 tratte dai 45 giri corrispondenti (l'ultimo dei quali è di metà ottobre), l'antologia potrebbe essere stata pubblicata già prima di novembre.
In entrambi i casi la canzone Caro compare per la prima volta su un album.
Anche i numeri di catalogo PDU non aiutano a far chiarezza; infatti il formato Stereo8 ( qui una rara immagine (JPG).), in analogia agli altri album sullo stesso supporto, dovrebbe aver codice PDU P8A seguito da un numero della serie 30000 ragionevolmente basso (per esempio inferiore a 30100), ma altrove viene riportato 71003. Inoltre non si può escludere che inizialmente sia stato utilizzato lo stesso codice per le due tipologie di formato; il seriale più accreditato per la audiocassetta è PDU 684.
Dal 2012 tutte le raccolte NON fanno più parte della  discografia ufficiale (archiviato dall'url originale il 14 gennaio 2020)..

## Tracce
1. Quand'ero piccola – 2:52 – da Canzonissima '68, 1968
2. Johnny Guitar – 2:41 – da Dedicato a mio padre, 1967
3. Io innamorata – 2:57 – da Canzonissima '68, 1968
4. Vorrei che fosse amore – 2:26 – da Canzonissima '68, 1968
5. Sacumdì sacumdà (Nem vem que não tem) – 2:33 – da Canzonissima '68, 1968
6. Canzone per te – 3:35 – da Le più belle canzoni italiane interpretate da Mina, 1968
7. Caro – 3:16 (testo: Mina, Maurizio Seymandi – musica: Augusto Martelli; edizioni musicali Southern / Applauso) – Inedito su album (Singolo, 1968)
8. Besame mucho – 2:40 – da Dedicato a mio padre, 1967
9. Sentimental Journey – 2:50 – da Dedicato a mio padre, 1967
10. La canzone di Marinella – 3:11 – da Dedicato a mio padre, 1967
11. Né come né perché – 4:17 – da Canzonissima '68, 1968
12. Lazy River – 2:49 – da Dedicato a mio padre, 1967